# Habitatge al carrer Únic, 32 (Eroles)
L'Habitatge al carrer Únic, 32 és un edifici de Tremp (Pallars Jussà) protegit com a Bé Cultural d'Interès Local.

## Descripció
Es tracta d'un edifici construït a dos vents, que incorpora en un angle algunes restes associades a l'antic castell d'Eroles. Mostra un alçat de tres nivells (planta baixa, un pis i golfes), l'alçat de les golfes és molt irregular. El repicat de la façana que deixa a la vista el parament de pedra, desvirtua notablement la fesomia original de l'edifici. Els elements més antics obren a la plaça est del poble d'Eroles, i consten d'una porta d'arc de mig punt d'obra situada a la planta baixa, i de dos balcons en el primer pis emmarcats per franges llises de morter.